# لایه‌نشانی بخار شیمیایی

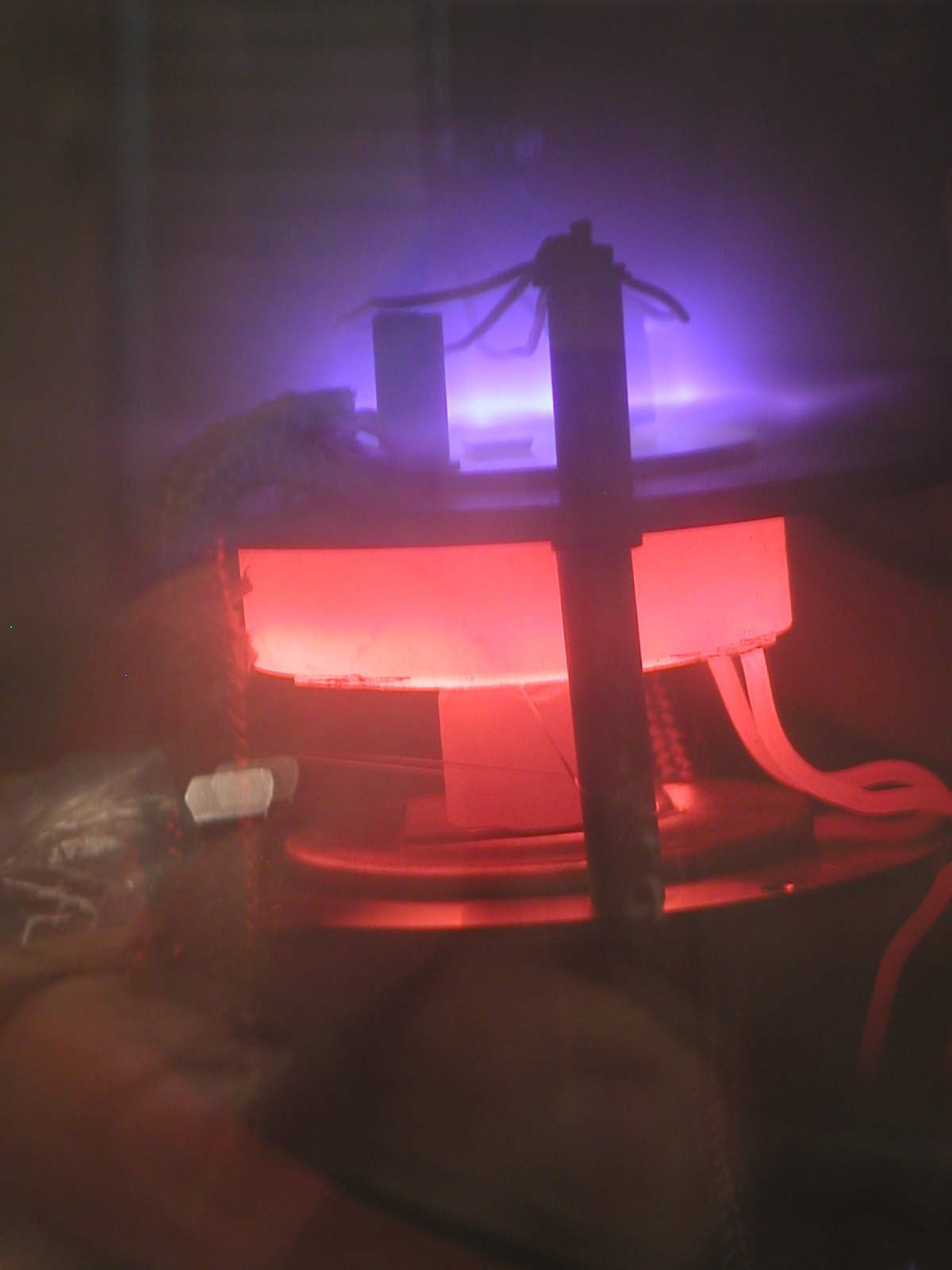
جریان مستقیم پلاسما (بنفش) باعث بهبود رشد نانوتیوب‌های کربن در دستگاه سایز لابراتوار PECVD می‌شود.

لایه‌نشانی بخار شیمیایی (به انگلیسی: Chemical vapor deposition به اختصار CVD) یکی از روش‌های لایه‌نشانی در خلاء برای تولید مواد با کیفیت، با کارایی بالا و جامد می‌باشد. از این روش معمولاً در صنایع نیم‌رسانا برای تولید لایه‌های نازک استفاده می‌شود.
غالباً لایه‌نشانی روی زیر لایه‌ای از ماده مشابه (مانند سیلیکون روی سیلیکون) انجام می‌شود. این لایه‌نشانی ممکن است از طریق چند نوع واکنش شیمیایی انجام شود: گرماکافت که در آن از دمای زیاد برای تجزیه ماده استفاده می‌شود. نورکافت که در آن از نور فرابنفش یا فروسرخ برای تجزیه ترکیب‌های گازی استفاده می‌شود.
در فرایندهای ریزساخت از سی‌وی‌دی برای لایه‌نشانی مواد در شکل‌های مختلف، شامل: تک‌بلوری، پلی کریستالی، آمورف و برآرایی به صورت گسترده‌ای استفاده می‌شود. این مواد می‌تواند شامل: سیلیسیم (سیلیسیم دی‌اکسید، سیلیسیوم کاربید، سیلیسیم نیترید، سیلیسیم اوکسی نیترید)، کربن (فیبر کربن، نانوفیبر کربن، نانولوله کربن، الماس و گرافین)، فلوئوروکربن‌ها، تنگستن، تیتانیوم نیترید و دی‌الکتریک کاپا-بالا باشد.

## انواع

سی‌وی‌دی حرارتی

سی‌وی‌دی در قالب‌های مختلفی تمرین می‌شود. این فرایندها به‌طور کلی از نظر آغاز واکنشهای شیمیایی متفاوت هستند.
- طبقه‌بندی بر اساس شرایط عملیاتی:

سی‌وی‌دی پلاسما

  - سی‌وی‌دی فشار اتمسفر (APCVD) - سی‌وی‌دی در فشار جو.
  - سی‌وی‌دی فشار پایین (LPCVD)[۱] - سی‌وی‌دی در فشارهای زیر جوی. فشارهای کاهش یافته باعث کاهش واکنش‌های فاز گاز ناخواسته و بهبود یکنواختی فیلم در سطح ویفر می‌شوند.
  - سی‌وی‌دی خلأ فرابالا (UHVCVD) - سی‌وی‌دی در فشار بسیار کم، معمولاً زیر 6-10 پاسکال است.
  - سی‌وی‌دی زیر جوی (SACVD) -سی‌وی‌دی در فشارهای زیرجوی.
  - بیشتر سی‌وی‌دی مدرن یا LPCVD یا UHVCVD است..

- با مشخصات فیزیکی بخار طبقه‌بندی می‌شود:
  - سی‌وی‌دی به کمک هواسُل-سی‌وی‌دی (AACVD) (به انگلیسی: Aerosol assisted CVD) که در آن لایه‌نشانی‌ها با استفاده از یک هواسُل مایع/گاز به زیر لایه منتقل می‌شوند، که می‌تواند به صورت فراصوت تولید شود. این روش برای استفاده با لایه‌نشانی‌ها غیر مخرب مناسب است.
  - سی‌وی‌دی تزریق مستقیم مایع (DLICVD) که لایه‌نشانی‌ها به صورت مایع هستند (مایع یا جامد در یک حلال مناسب حل شده‌است). محلول‌های مایع در محفظه تبخیر به سمت انژکتورها (به‌طور معمول انژکتورهای اتومبیل) تزریق می‌شوند. بخارات لایه‌نشانی سپس مانند سی‌وی‌دی کلاسیک به بستر منتقل می‌شوند. این روش برای استفاده در لایه‌نشانیات مایع یا جامد مناسب است. با استفاده از این روش می‌توان به نرخ رشد بالایی دست یافت.

- طبقه‌بندی شده بر اساس نوع گرمایش زیرلایه:
  - سی‌وی‌دی دیواره داغ - سی‌وی‌دی که در آن محفظه توسط یک منبع تغذیه خارجی گرم می‌شود و بستر توسط اشعه دیواره‌های محفظه گرم شده گرم می‌شود.
  - سی‌وی‌دی دیواره سرد - سی‌وی‌دی که در آن فقط بستر مستقیماً یا با القا یا با عبور جریان از خود بستر یا بخاری در تماس با بستر گرم می‌شود. دیواره‌های محفظه در دمای اتاق قرار دارند.

- روش‌های پلاسما:
  - سی‌وی‌دی مایکروویو با کمک پلاسما (MPCVD)
  - سی‌وی‌دی تقویت شده با پلاسما (PECVD) -سی‌وی‌دی که از پلاسما برای افزایش سرعت واکنش شیمیایی پیش سازها استفاده می‌کند.[۲] پردازش PECVD اجازه می‌دهد تا در دمای پایین‌تر لایه‌نشانی کند، که اغلب در ساخت نیم‌رسانا‌ها بسیار مهم است. دماهای پایین‌تر همچنین باعث لایه‌نشانی پوشش‌های آلی مانند پلیمرهای پلاسما می‌شود که برای عملکرد سطح ذرات نانو استفاده شده‌است.[۳]
  - سی‌وی‌دی از راه دور تقویت‌شده با پلاسما (RPECVD) - مشابه PECVD با این تفاوت که بستر ویفر مستقیماً در منطقه تخلیه پلاسما نیست. حذف ویفر از ناحیه پلاسما امکان پردازش دمای پایین تا دمای اتاق را فراهم می‌کند.
  - سی‌وی‌دی لایه‌نشانی بخار شیمیایی افزایش یافته با پلاسما با انرژی کم (LEPECVD) - از پلاسمای کم چگالی و کم انرژی برای به دست آوردن لایه‌نشانی اپیتاکسیال مواد نیمه رسانا با سرعت بالا و دماهای پایین استفاده می‌کند.

- سی‌وی‌دی لایه اتمی (ALCVD) - سی‌وی‌دی لایه‌های پی در پی مواد مختلف را برای تولید لایه‌های لایه ای و بلوری لایه‌نشانی می‌دهد.

- لایه‌نشانی بخار شیمیایی احتراق (CCVD) - لایه‌نشانی شیمیایی احتراق بخار یا تجزیه در اثر شعله یک روش مبتنی بر شعله در فضای باز، برای لایه‌نشانی فیلم‌های نازک و نانو مواد با کیفیت بالا است.
- سی‌وی‌دی رشته داغ (HFCVD) - همچنین به عنوانسی‌وی‌دی کاتالیزوری (Cat-CVD) یا معمولاً سی‌وی‌دی آغاز شده شناخته می‌شود، این فرایند از یک رشته گرم برای تجزیه شیمیایی گازهای منبع استفاده می‌کند؛ بنابراین درجه حرارت رشته و درجه حرارت بستر به‌طور مستقل کنترل می‌شوند، اجازه می‌دهد دمای سردتر برای جذب بهتر لایه و درجه حرارت بالاتر لازم برای تجزیه پیش سازها به رادیکال‌های آزاد در رشته باشد.
- لایه‌نشانی بخار فیزیکی-شیمیایی ترکیبی (HPCVD) - این فرایند شامل تجزیه شیمیایی گاز پیش ماده و تبخیر یک منبع جامد است.
- لایه‌نشانی بخار شیمیایی فلز آلی (MOCVD) - این فرایند سی‌وی‌دی بر اساس پیش سازهای فلزی است.
- سی‌وی‌دی حرارتی سریع (RTCVD) - در این فرایند سی‌وی‌دی از لامپهای گرمایشی یا روشهای دیگر برای گرم کردن سریع بستر ویفر استفاده می‌شود. گرم کردن فقط بستر به جای گاز یا دیواره‌های محفظه به کاهش واکنش‌های فاز گاز ناخواسته کمک می‌کند که می‌توانند منجر به تشکیل ذرات شوند.
- برآرایی فاز بخار (VPE)
- سی‌وی‌دی با استفاده از عکس (PICVD) - این فرایند از نور UV برای تحریک واکنش‌های شیمیایی استفاده می‌کند. با توجه به اینکه پلاسماها گسیل‌کننده‌های شدید پرتوی فرابنفش هستند، این فرایند مشابه پردازش پلاسما است. تحت شرایط خاص، PICVD را می‌توان در فشار جو یا نزدیک آن کار کرد.
- لایه‌نشانی بخار شیمیایی با لیزر (LCVD) - در این فرایند سی‌وی‌دی از لیزر برای گرم‌کردن لکه‌ها یا خطوط روی یک بستر در کاربردهای نیم‌رسانا استفاده می‌شود. در MEMS و در تولید الیاف، از لیزرها به سرعت برای تجزیه گاز پیش ساز استفاده می‌شود - دمای فرایند می‌تواند از ۲۰۰۰ درجه سانتیگراد فراتر رود.

## کاربرد

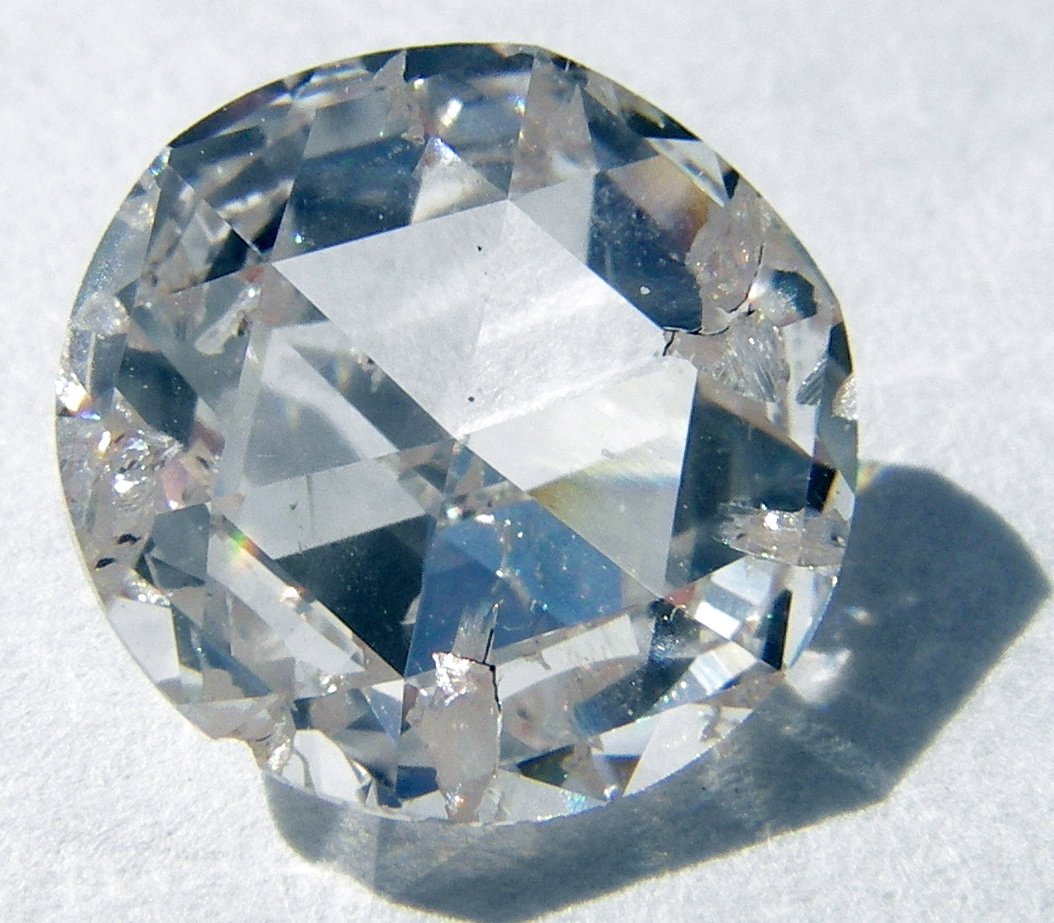
الماسی ساخته شده با این روش.

سی‌وی‌دی معمولاً برای لایه‌نشانی لایه متقارن و تقویت سطوح زیرلایه به روش‌هایی که روش‌های اصلاح سطح سنتی قادر به انجام آنها نیستند. سی‌وی‌دی در فرایند لایه‌نشانی لایه اتمی در لایه‌نشانی لایه‌های بسیار نازک مواد بسیار مفید است. برنامه‌های متنوعی برای چنین لایه‌هایی وجود دارد. گالیم آرسنید در برخی از مدارهای مجتمع (IC) و دستگاه‌های فتوولتائیک استفاده می‌شود. پلی سیلیکون آمورف در دستگاه‌های فتوولتائیک استفاده می‌شود. کاربیدها و نیتریدهای خاصی مقاومت در برابر سایش ایجاد می‌کنند.  بَسپارش (به انگلیسی: polymerization) توسط سی‌وی‌دی، شاید همه این فنون در بین همه کاربردها، امکان ایجاد پوشش‌های بسیار نازک را فراهم می‌کند که دارای برخی از کیفیت‌های مطلوب مانند روانکاری، آبگریزی و مقاومت در برابر آب و هوا است. به تازگی به عنوان یک فرایند تمیز یکپارچه برای ایجاد لایه‌های وسیع در سطح وسیع کاربرد دارد، کاربردهای این لایه‌ها در تشخیص گاز پیش‌بینی شده‌است و تکنیک‌های سی‌وی‌دی دی‌الکتریک کم‌فشار برای پوشش‌های غشایی نیز مفید است، مانند مواردی در آب شیرین کن یا تصفیه آب، زیرا این پوشش‌ها می‌توانند به اندازه کافی یکنواخت (مطابق شکل) و نازک باشند تا منافذ غشایی را مسدود نکنند.یکی از روش‌های اندودسازی آلومینیوم و حفاظت از آن محسوب می‌شود.